# MAP6D1
MAP6D1 (англ. MAP6 domain containing 1) – білок, який кодується однойменним геном, розташованим у людей на 3-й хромосомі. Довжина поліпептидного ланцюга білка становить 199 амінокислот, а молекулярна маса — 21 005.
| 10         |  | 20         |  | 30         |  | 40         |  | 50         |
| ---------- |  | ---------- |  | ---------- |  | ---------- |  | ---------- |
| MAWPCISRLC |  | CLARRWNQLD |  | RSDVAVPLTL |  | HGYSDLDSEE |  | PGTGGAASRR |
| GQPPAGARDS |  | GRDVPLTQYQ |  | RDFGLWTTPA |  | GPKDPPPGRG |  | PGAGGRRGKS |
| SAQSSAPPAP |  | GARGVYVLPI |  | GDADAAAAVT |  | TSYRQEFQAW |  | TGVKPSRSTK |
| TKPARVITTH |  | TSGWDSSPGA |  | GFQVPEVRKK |  | FTPNPSAIFQ |  | ASAPRILNV  |

A: Аланін

C: Цистеїн

D: Аспарагінова кислота

E: Глутамінова кислота

F: Фенілаланін

G: Гліцин

H: Гістидин

I: Ізолейцин

K: Лізин

L: Лейцин

M: Метіонін

N: Аспарагін

P: Пролін

Q: Глутамін

R: Аргінін

S: Серин

T: Треонін

V: Валін

W: Триптофан

Кодований геном білок за функцією належить до фосфопротеїнів. 
Білок має сайт для зв'язування з молекулою кальмодуліну. 
Локалізований у цитоплазмі, цитоскелеті, апараті гольджі.